# Alexandru cel Bun, Iași
Alexandru cel Bun este un sat în comuna Vlădeni din județul Iași, Moldova, România.
Cele mai multe sate ale comunei Vlădeni s-au format în perioada secolelor XVI-XVII. Cea mai nouă așezare este însă satul Alexandru cel Bun situat pe valea pârâului Aluza, format la începutul secolului al XX-lea, când aici se așeză un grup de refugiați ai răscoalei țărănești din 1907.  
După reforma agrară din anul 1921 satul s-a extins tot mai mult, pe baza unui plan de sistematizare, prin împroprietărirea unor locuitori veniți din Bucovina (zona Sucevei), din părțile Botoșanilor, Dorohoiului și din zona subcarpatică a județului Neamț.     
Așezarea are o morfo-structură de tip adunat, este un sat de vale situat în N județului Iași și la 6,1 km de centrul comunei, pe drumul comunal DC4. Este un sat mic, cu o populație de aproape 500 de locuitori și o suprafața de teren intravilan de aproape 70ha. Învățământul este prezent în sat prin existența unei școli primare și a unei grădinițe.                                                                  Relieful satului  se prezintă sub forma de interfluvii largi, cu platouri întinse și cu versanți cu diferite grade de înclinare. Terenurile de pe interfluvii sunt foarte fertile, fiind favorabile culturilor de cereale și plante tehnice. Pantele sunt cuprinse între 50-250 și sunt adesea afectate de procese de eroziune sau de alunecări. Altitudinea maximă atinsă este de 128,2m.                                          
Clima este temperat-continentală, cu ierni geroase și veri foarte călduroase. Temperatura medie a anului este cuprinsă între +9,60C și +160C, iar media precipitațiilor anuale nu depășește 475mm - 640mm.                             Terenurile agricole oferă condiții favorabile pentru culturile de cereale, plante tehnice, legume și viță de vie. Satul poate furniza cereale, carne și legume, iar creșterea animalelor și piscicultura fiind domenii de activitate care pot fi extinse.                                                                                       Satul este străbătut de pârâul Aluza . În perimetrul satului se află iazurile Alexandru cel Bun 1 și 2 și heleșteul de iernare Alexandru cel Bun.  
Învățământul primar și preșcolar este susținut prin existenta unei școli primare și a unei grădinițe.                                                                           Habitatul este foarte diversificat. Există case țărănești, specific centrului Moldovei.                                                                                                 Creșterea animalelor (bovine, porcine și în special ovine) reprezintă o ramură a agriculturii cu o bogată tradiție în zonă. Satul  dispune de un bogat fond furajer natural , ceea ce a favorizat dezvoltarea acestei îndeletniciri.                          
Religia locuitorilor satului este creștin-ortodoxă, fără imixtiuni ale altor culte sau secte. Viața religioasă este desăvârșită prin existența unei biserici ortodoxe, ce-i are ca ocrotitori pe Sfântul Ierarh Spiridon și Sfinții Împărați Constantin si Elena.                                                                                     Piatra de temelie a bisericii a fost pusă în anul 1921 și sfințită în anul 1923,cu binecuvântarea Înalt preasfințitului Părinte Mitropolit Pimen Georgescu,de către Protoiereul Gheorghe Neculea. 
[ [ : File : https://ro.wikipedia.org/wiki/Fi%C8%99ier:Biserica_Alexandru_cel_Bun_1921.jpg ]]
Zidăria este din cărămidă, iar fundația este din piatră, dăruită de Maximovici Grigore din satul Hălceni, comuna Șipote 
Domnul Alexuc Vasile, fost prefect al județului Iași,a donat bisericii în construcție suma de 50000 de lei, o sumă importantă pentru acele vremuri. Cărămida a fost donată de stat și  adusă de către credincioși cu căruțele de la Tabăra, unde a fost demolată fosta Manutanță(brutărie), în care se cocea pâinea pentru prizonierii de război.                                                                       Planul bisericii este de tip treflat, cu doua abside în pronaos și turn clopotniță pe pridvor, fiind executat de către arhitectul Constantin Băicoianu, dintre ale cărui realizări amintim Atheneul Român, Curtea de Conturi și consolidarea  Mănăstirilor Cetățuia din Iași și Mihai Vodă din București.   
De-a lungul timpului asupra bisericii s-a intervenit în mai multe rânduri, ultima dată între anii 2021-2023 când s-au desfășurat ample lucrări de reparații și înfrumusețare,încununate cu slujba de târnosire săvârșită în  data de 10 septembrie 2023 de către un sobor de preoți și diaconi in frunte cu PS Antonie, Episcop de Bălți și PS Nichifor Botosaneanul, Episcop-vicar al Arhiepiscopiei Iașilor.
Pisanie aflată în pridvorul bisericii:
```
  "Cu vrerea Tatălui, cu ajutorul Fiului și cu săvârșirea Sfântului Duh, între anii 2021-2023, a fost restaurată și înfrumusețată biserica cu hramurile “ Sfântul Ierarh Spiridon și Sfinții Împărați Constantin și mama sa Elena”, din Parohia Alexandru cel Bun, Arhiepiscopia Iașilor, Protopopiatul I Iași.
```

Lucrările de reparație, la interior cat și la exterior, s-au început și finalizat sub coordonarea Preotului paroh Amarandei Ioan, epitrop fiind domnul Luca Mihai.
Pictura a fost realizată, între anii 2003 – 2007 de către pictorii Stratulat Ciprian și Bodogan Cristian pe cheltuiala enoriașilor parohiei și a fiilor satului, sub conducerea aceluiași preot.Slujba de târnosire a fost săvârșită de către Preasfințitul Părinte Nichifor Botoșăneanul, Episcop-vicar al Arhiepiscopiei Iașilor, alături de Preasfințitul Antonie, episcop de Balți, Preot Protopop Florin Aurel Călugăru, împreună cu un sobor de preoți și diaconi, în anul mântuirii 2023, în a zecea zi a lunii septembrie.
Binecuvintează Doamne, pe ctitorii, binefăcătorii, ostenitorii și închinătorii acestui sfânt lăcaș!"